# Hiorada bistriata
Hiorada bistriata là một loài tò vò trong họ Ichneumonidae.